# Operation Ivy
Operation Ivy fue una banda estadounidense de ska punk creada en 1987 en Berkeley, California.
Son reconocidos como uno de los grupos que hizo resurgir el punk-rock en California y uno de los principales representantes del ska punk, estilo que practicaron a mediados de los 90 grupos como Less Than Jake, Mad Caddies, Five Iron Frenzy, Goldfinger o Link 80.

## Integrantes
- Jesse Michaels: Voz principal.
- Tim Armstrong (apodado "Lint"): Guitarra y coros.
- Matt Freeman (apodado Matt McCall): Bajo y coros.
- Dave Mello: Batería y coros.

## Actividad y disolución
Operation Ivy grabó un único disco de estudio, Energy, a través de la discográfica Lookout! Records en mayo de 1989, el mismo mes en el que se disolvió. Su último concierto fue en el local 924 Gilman Street el día 28 de ese mes, coincidiendo anecdóticamente con el primer concierto del grupo Green Day con ese nombre (antes se llamaban Sweet Children) y en ese local. 

Tras su disolución, Tim y Matt formaron Rancid. El resto de los integrantes siguieron también diversos proyectos (como el grupo Big Rig que formó Jesse).

## Estilo musical
Operation Ivy creó un estilo único que formaría escuela y que aún hoy perdura, a pesar de que la fiebre de la "tercera oleada ska" acabó diluyéndose a finales de los 90.

Sus canciones son por lo general de ritmo rápido, la voz principal tiene un matiz rasgado y toman bastante importancia los coros y el bajo. Suele conocerse el estilo como ska-punk o ska-core, ya que mezcla el punk que estaba resurgiendo en ese momento (también llamado hardcore o hardcore punk) con elementos del ska.

Los temas principales son el deseo de la justicia en la sociedad y una fuerte crítica a las modas y al conformismo.

## Trascendencia
A pesar de no tener mucho éxito en el público en general, tuvo una base de seguidores bastante amplia entre la cultura underground, sirviendo de gran influencia a grupos como Sublime. Energy fue citado por Sputnikmusic como el sexto mejor disco de punk-rock de la historia y como el mejor de 1989 dentro del estilo. 

Un dato interesante es que el grupo de punk rock Green Day, en sus conciertos tiene por tradición tocar una canción popular de Operation Ivy,"Knowledge" la cual incluso estuvo incluida en su álbum 1,039/Smoothed Out Slappy Hours.

## Temas importantes
- Yellin' in My Ear
- Smiling
- Bombshell
- Artificial Life
- Unity
- Bad Town
- Knowledge
- Sound System